# Gastrophryne carolinensis
Espèce
Synonymes
- Engystoma carolinense Holbrook, 1835
- Engystoma rugosum Duméril & Bibron, 1841

Statut de conservation UICN

 LC  : Préoccupation mineure
Gastrophryne carolinensis est une espèce d'amphibiens de la famille des Microhylidae.

## Répartition
Cette espèce est endémique du Sud-Est des États-Unis. Elle se rencontre de l'Est du Texas jusqu'à la côte Est (Maryland, Virginie, Caroline du Nord, Caroline du Sud, Géorgie, Floride, Oklahoma, Arkansas, Tennessee, Missouri, Mississippi, Louisiane, Alabama et Texas),.
Elle a été introduite aux Bahamas, aux îles Caïmans et dans le Nord-Ouest de Porto Rico.

## Description
Gastrophryne carolinensis mesure environ 38 mm. Son dos varie entre le gris ou le beige au vert et présente souvent des taches blanches et noires. Son corps est ovoïde ; sa tête est étroite avec un museau pointu.

## Étymologie
Son nom d'espèce, composé de carolin[e] et du suffixe latin -ensis, « qui vit dans, qui habite », lui a été donné en référence à la Caroline.

## Publications originales
- Duméril & Bibron, 1841 : Erpétologie générale ou Histoire naturelle complète des reptiles, vol. 8, p. 1-792 (texte intégral).
- Holbrook, 1836 : North American Herpetology. Dobson & Son, Philadelphia, vol. 1 (texte intégral).